# Línia RG1 (Rodalia de Girona)
La línia RG1 de la Rodalia de Girona és un servei ferroviari de rodalia que forma part de Rodalies de Catalunya, és operat per Renfe Operadora i circula per les línies de ferrocarril d'ample ibèric propietat d'Adif. La línia connecta les estacions de  l'Hospitalet de Llobregat i  Figueres amb 16 trens de dilluns a divendres, evitant el transbordament a Maçanet-Massanes entre la línia R1 i R11. La línia RG1 actua com a reforç de la línia R11 del servei regional entre Maçanet-Massanes i Figueres, la qual manté totes les freqüències actuals fins a Barcelona.
El servei es va suspendre el 22 de gener de 2020 per l'enfonsament del pont sobre el riu Tordera, entre Blanes i Malgrat. Aquest fet, a més, s'uní la pandèmia de coronavirus i les obres de la Sagrera, que suposaren que els serveis de la línia no es restabliren fins al 4 de gener de 2021.

## Estacions
| Estació                        | Municipi                    | Correspondències | Serveis                                                                       |
| ------------------------------ | --------------------------- | ---------------- | ----------------------------------------------------------------------------- |
| L'Hospitalet de Llobregat      | L'Hospitalet de Llobregat   |                  |                                                                               |
| Sants                          | Barcelona                   |                  |                                                                               |
| Plaça de Catalunya             | Barcelona                   |                  |                                                                               |
| Arc de Triomf                  | Barcelona                   |                  |                                                                               |
| El Clot                        | Barcelona                   |                  |                                                                               |
| Sant Adrià de Besòs            | Sant Adrià de Besòs         |                  |                                                                               |
| Badalona                       | Badalona                    |                  |                                                                               |
| Montgat                        | Montgat                     |                  |                                                                               |
| Montgat Nord                   | Montgat                     |                  |                                                                               |
| El Masnou                      | El Masnou                   |                  |                                                                               |
| Ocata                          | El Masnou                   |                  |                                                                               |
| Premià de Mar                  | Premià de Mar               |                  |                                                                               |
| Can Pou - Camp de Mar          | sense servei                | sense servei     | sense servei                                                                  |
| Vilassar de Mar                | Vilassar de Mar             |                  |                                                                               |
| Cabrera de Mar-Vilassar de Mar | Cabrera de Mar              |                  |                                                                               |
| Mataró                         | Mataró                      |                  |                                                                               |
| Sant Andreu de Llavaneres      | Sant Andreu de Llavaneres   |                  |                                                                               |
| Caldes d'Estrac                | Caldes d'Estrac             |                  |                                                                               |
| Arenys de Mar                  | Arenys de Mar               |                  |                                                                               |
| Canet de Mar                   | Canet de Mar                |                  |                                                                               |
| Sant Pol de Mar                | Sant Pol de Mar             |                  |                                                                               |
| Calella                        | Calella                     |                  |                                                                               |
| Pineda de Mar                  | Pineda de Mar               |                  |                                                                               |
| Santa Susanna                  | Santa Susanna               |                  |                                                                               |
| Malgrat de Mar                 | Malgrat de Mar              |                  |                                                                               |
| Blanes                         | Blanes                      |                  |                                                                               |
| Tordera                        | Tordera                     |                  |                                                                               |
| Maçanet-Massanes               | Maçanet de la Selva         |                  | Aparcament · Servei d'autobús urbà                                            |
| Sils                           | Sils                        |                  |                                                                               |
| Caldes de Malavella            | Caldes de Malavella         |                  |                                                                               |
| Riudellots                     | Riudellots de la Selva      |                  | Aparcament                                                                    |
| Fornells de la Selva           | Fornells de la Selva        |                  | Aparcament                                                                    |
| Girona                         | Girona                      |                  | Aparcament · Ascensor · Estació d'autobús · Servei d'autobús urbà · Cafeteria |
| Celrà                          | Celrà                       |                  | Aparcament                                                                    |
| Bordils-Juià                   | Juià                        |                  | Aparcament                                                                    |
| Flaçà                          | Flaçà                       |                  | Ascensor                                                                      |
| Sant Jordi Desvalls            | Sant Jordi Desvalls         |                  | Aparcament                                                                    |
| Camallera                      | Saus, Camallera i Llampaies |                  | Aparcament                                                                    |
| Sant Miquel de Fluvià          | Sant Miquel de Fluvià       |                  | Aparcament                                                                    |
| Vilamalla                      | Vilamalla                   |                  | Aparcament                                                                    |
| Figueres                       | Figueres                    |                  |                                                                               |
| Vilajuïga                      | Vilajuïga                   |                  | Aparcament                                                                    |
| Llançà                         | Llançà                      |                  |                                                                               |
| Colera                         | Colera                      |                  | Aparcament                                                                    |
| Portbou                        | Portbou                     |                  |                                                                               |